# Мішарін Георгій Павлович
Георгій Павлович Мішарін (рос. Георгий Павлович Мишарин; 11 травня 1985, місто Свердловськ, СРСР) — російський хокеїст, захисник. Виступає за «Торпедо» (Нижній Новгород) у Континентальній хокейній лізі.

## Кар'єра
Георгій почав свою професійну кар'єру у 2002 році в складі рідного єкатеринбурзького клубу Вищої ліги «Динамо-Енергія». У своєму дебютному сезоні захисник провів на майданчику 28 матчів, набрав 4 очки (1+3). Наступного року у драфті НХЛ, був обраний «Міннесота Вайлд» у сьомому раунді під 207-им номером, а на драфті Канадської хокейної ліги обраний у 2 раунді під 56-им номером клубом «Сагіно Спіріт».
Перед початком сезону 2003/04 років Мішарін вирішив перейти до клубу «Сагіно Спіріт» (Хокейна ліга Онтаріо), де у 65 матчах регулярного сезону набрав 27 очок (5 +22). Та вже наступного сезону повернувся до Росії, уклавши контракт з «Нафтохіміком». У 2005 році Георгій перейшов у московське «Динамо», однак перед самим стартом сезону його обміняли до столичного ЦСКА на Дениса Куляша. У складі «армійців» Георгій провів досить успішний сезон, зіграв 57 матчів, набрав 13 очок (4+9), однак перед початком нового сезону він повернувся до «Динамо», де за підсумками сезону відіграв 51 матч та набрав 11 очок (3+8). Навесні 2007 року Мішарін знову стає гравцем ЦСКА, уклавши з клубом дворічну угоду. У ЦСКА Георгій виступав протягом наступних чотирьох сезонів, набравши за цей час 49 очок (17+32) очок у 224 проведених матчах.
1 лютого 2011 року, перед стартом плей-оф, Георгія обміняли на Іллю Проскурякова з магнітогорського «Металурга». У 24 матчах набрав 4 очки (1+3), а керівництво уральського клубу вирішило продовжити угоду з гравцем ще на два роки.
У сезоні 2013/14 років Мішарін повертається до ЦСКА. У складі ЦСКА виступав на Кубку Шпенглера — в активі п'ять матчів та дві результативні передачі.
Влітку 2015 перейшов до «Сибір» (Новосибірськ), а ще через два роки до «Автомобіліст» (Єкатеринбург).
З 2019 захищає кольори клубу «Торпедо» (Нижній Новгород).

## Кар'єра (збірна)
У складі юніорської збірної Росії Георгій брав участь у чемпіонаті світу 2003 року, де разом з командою став бронзовим призером, набрав 2 очки (0+2) у шести зіграних матчах, на молодіжному чемпіонаті світу 2005 року здобув срібні нагороди, провів шість матчів та набрав 2 очки (1+1). У складі національної збірної брав участь у чемпіонаті світу 2006 року, збірна Росії стала у підсумку п'ятої, а Георгій у 3 матчах набрав одне очко (0+1). Також Мішарін долучався до лав збірної для участі у матчах Єврохокейтуру в сезонах 2005/06 та 2006/07 років, не набрав жодного очка у 7 проведених матчах.

## Досягнення
- 2003 бронзовий призер юніорського чемпіонату світу
- 2005 срібний призер молодіжного чемпіонату світу